# Kamei

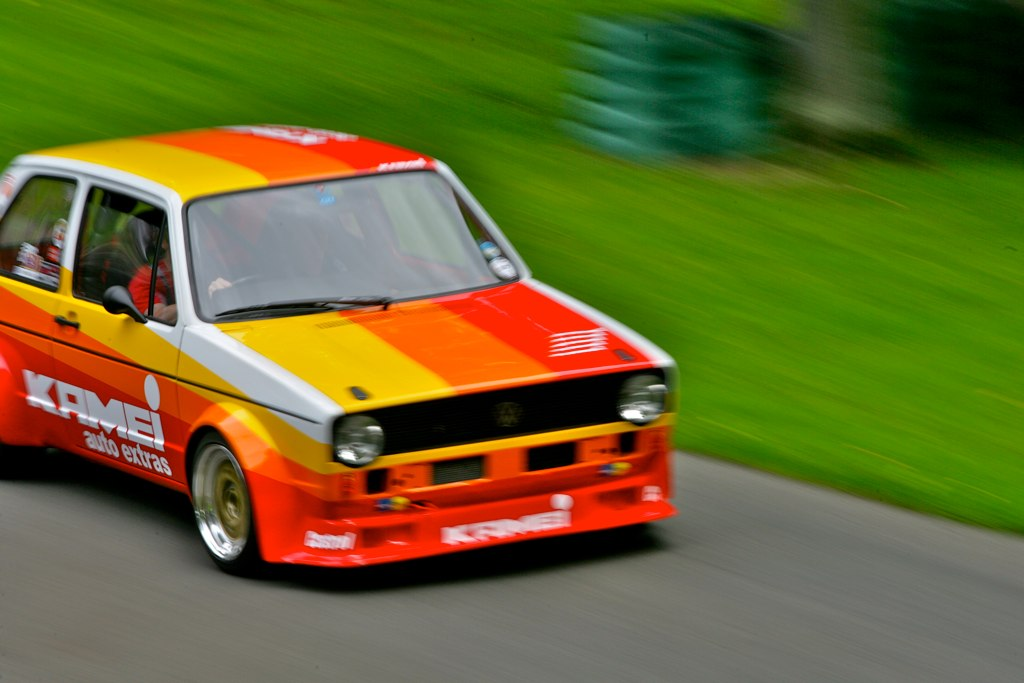
Volkswagen Golf I poddany tuningowi przez Kamei

KAMEI GmbH & Co. KG – niemieckie przedsiębiorstwo branży motoryzacyjnej zajmujące się produkcją akcesoriów samochodowych oraz tuningiem optycznym.
Przedsiębiorstwo zostało założone w 1952 roku, a jego siedziba mieści się w Wolfsburgu.
Kamei było pierwszym przedsiębiorstwem produkującym zagłówki (od 1952 roku) oraz spojlery (od 1953 roku) przeznaczone dla samochodów osobowych.